# ファミコングランプリII 3Dホットラリー
『ファミコングランプリII 3Dホットラリー』（ファミコングランプリツー スリーディーホットラリー、FAMICOM GRAND PRIX II 3D HOT RALLY）は、1988年4月14日に任天堂より発売されたファミリーコンピュータ ディスクシステム用のレースゲームである。『ファミコングランプリ F1レース』の続編。開発はハル研究所が担当した。

## 概要
ラリーカーを操り、決められたコースを制限時間内にゴールすることを目指す。コース・マシン共に3種類用意されており、3種のマシンにはそれぞれ「速度が速い」「安定した走行が行える」「耐久度が高い」などの特徴がある。
専用のゴーグルをかけると画面が立体的に見える『ファミコン3Dシステム』にも対応している。なお、2人プレイなど対戦プレイには非対応。
発売直後にはディスクファックスを使ったタイムトライアルが行われ、応募者全員にライセンスカードが、入賞者にはトロフィーや文具ケースがプレゼントされた。
このゲームをもってディスクファックス対応ソフトのリリースは終了。最後の青ディスクゲームとなった。

## ゲーム内容

### システム

#### 規定時間、タイムバンク
各エリアには規定時間が設けられており、時間内にチェックポイントを通過する必要がある。規定時間をオーバーすると画面中央下にあるタイムバンクが1秒毎に1ポイントずつ減っていき、0ポイントになるとエンジンが停止しそのまま完全に停車してしまうとリタイアとなる。逆に時間内にチェックポイントを通過すれば、余った時間をタイムバンクに加算できる。レース開始時には20ポイントが与えられ、最大99ポイントまで増やせる。

#### ホットドット、ホットダッシュ
道路上にある「!」マークの付いた赤く点滅する設置物「ホットドット」を8個取ると、15秒間、300km/h以上の超高速で、しかもカーブでもスリップすることなく運転できる「ホットダッシュ」が使えるようになる。ホットドットは何個でもストックが可能で、任意のタイミングでいつでも発動できる。これを上手く活用すればタイムがかなり短縮できる。

#### 耐久度、リペア
障害物や他車にぶつかると画面右下のダメージメーターが溜まっていく。メーターが上限に近付くとダメージを受けた際に警告音が鳴るようになり、そしてメーターが上限に達するとリタイアとなる。メニュー画面で「リペア」を選択・実行すると、車を道路の端に停車させて修理し耐久度を回復できるが、大幅なタイムロスになってしまう。または、レースの開始直前に1箇所のみ「リペアポイント」を設定でき、そのチェックポイントを通過すれば耐久度の全回復ができるようになっている。

### コース
コースは3種類。いずれのコースにも大きく分けて5種類のエリアが存在し、車との相性を考えてルートを選ぶ必要がある。コース1はディスクファックスを使ったタイムトライアルに対応しており、コース名の右横に「（イベント用）」と付記されている。
ハイウェイ
舗装された道路で最もスピードが出やすい。道幅が広いコースと狭いコースの2種類がある。
草原
ハイウェイに次いでスピードが出るエリア。車線によっては速度が伸びない所もある。
雪道
雪で覆われたエリア。非常に滑りやすく、操作を間違えるとすぐスリップする。
砂漠
砂地のためスピードが出にくく、砂にハンドルを取られやすい。
ダート
路面が凸凹のためスピードが出にくく、坂道も多いため岩に当たってダメージを受けやすい。

### マシン
マシンは3種類あり、それぞれ能力が異なる。
KATTOBI（カットビ）
スポーツカータイプ。スピードは最高だが、反面に悪路には弱い。上級者向けのマシン。
- 排気量:1995cc
- 最高速度:220km/h
- 出力:250ps
- トルク:29.8kgm
- ゼロヨン:13秒71

YONQUE（ヨンク）
4WDタイプ。能力が安定していて平均的、かつ雪道に強い。初級者向けのマシン。
- 排気量:3475cc
- 最高速度:200km/h
- 出力:220ps
- トルク:32.5kgm
- ゼロヨン:17秒03

MONSTER（モンスター）
バギータイプ。スピードは遅いが、反面に耐久力が最高で、登りや砂地には強い。中級者向けのマシン。
- 排気量:4215cc
- 最高速度:180km/h
- 出力:190ps
- トルク:35.3kgm
- ゼロヨン:15秒59

## キャラクター

### ドライバー、ナビゲーター
運転を担当するドライバーはマリオ、道案内などを担当するナビゲーターはルイージという設定である。本作のパッケージや説明書には2人のイラストが多く描かれているが、作中はほとんど姿が見えず、マシンのリペア時、リタイア時（ポーズメニューからの選択は除く）、ゴール時に姿を現す。

### 妨害キャラ
いずれもレース中に多数出現し、ぶつかるとダメージを受ける。
街灯、木、岩、柱、看板
コース上に設置されている障害物。基本的にコースの両端に出現するが、中央に設置されている場合もある。なお、街灯、木、岩には顔があり、それぞれ「じゃまだ灯」「なにする木」「あぶな岩」という名前がついている。
他車
コース上を走るライバル車。青と白の2種類がおりそれぞれ速度が異なる。進路上に障害物やホットドットがあると避ける特徴がある。

## 音楽
サウンドトラック
- 『3Dホットラリー』
岡素世などが作曲した本作のBGMが収録されたサウンドトラック。1988年7月25日発売。発売元徳間ジャパン、販売元徳間コミュニケーションズ。CD1枚組。
アレンジバージョンが3トラック、オリジナルバージョンが8トラックの計11トラックが収録されている。オリジナルバージョンにも実際の車の走行音などが加わったリミックスが施されている。

## スタッフ
- エグゼクティブ・プロデューサー：山内溥
- プロデューサー：KATTOBI MIYAMOTO（宮本茂）
- デザイナー：YONQUE ISSHIN（清水一伸）、MACH HISHIDA（菱田達也）
- サウンド・コンポーザー：NIGE NO KANAZASHI（金指英樹）、GSX SUGA（菅浩秋）、JUMP SOYO（岡素世）
- プログラマー：MIYA AOKI、WAHYO IWATA（岩田聡）、GSX SUGA、FLZ KANAI（金井誠）、HOT SHIMIZU（清水隆雄）、西田泰也
- イベント・システム・オペレーター：N.AKITA、K.YARIMOTO、T.MATSUDA、Z.IIDA、K.TAMAI、Y.TSUJI、S.YAMABE

## 評価
ゲーム誌『ファミコン通信』の「クロスレビュー」では合計26点（満40点）、「ファミリーコンピュータMagazine」の読者投票による『ゲーム通信簿』での評価は以下の通り17.60点（満25点）となっている。
| 項目 | キャラクタ | 音楽 | 操作性 | 熱中度 | お買得度 | オリジナリティ | 総合  |
| 得点 | 3.60       | 3.60 | 3.40   | 3.60   | -        | 3.40           | 17.60 |